# Кирил Бойчев
Кирил Борисов Бойчев е български архитект.

## Биография
Роден е на 1 август 1925 година в град Попово. През 1951 година завършва с архитектура Държавния университет във Варна. Преподава във Висшия инженеро-строителен институт. Негово дело са:
- „Паметник на загиналите партизани“, село Ботунец, в съавторство със скулптора Валентин Старчев (1968 г.);
- Юбилеен пилон по случай 1800-тната годишнина от основаването на Силистра, със скулптор Бл. Илиев (1969 г.).[1]

Извършва адаптация и интериор на „Тракийската къща“ в Созопол.